# Gran Premio di Gran Bretagna 1987
Il Gran Premio di Gran Bretagna 1987 è stato il 443º Gran Premio di Formula 1 della storia, corso il 12 luglio 1987 sul circuito di Silverstone. Fu la settima gara del Campionato Mondiale di Formula 1 1987.

## Vigilia
La Williams aveva preparato una terza vettura per Alan Jones, pronto per il ritorno in Formula 1, ma venne bloccato dalla FIA. L'Osella tentò di iscrivere una seconda vettura per Alberto Lenti ma non ottenne il beneplacito della FIA.

## Qualifiche
Le qualifiche furono dominate, come ormai solito accadere, dalle monoposto motorizzate Honda, con Nelson Piquet in pole, di un decimo davanti al compagno Nigel Mansell (pilota "di casa" a Silverstone) per una prima fila tutta Williams. Ayrton Senna su Lotus ed Alain Prost con la McLaren occuparono la seconda fila, rispettivamente 3º e 4º. Durante le qualifiche Piercarlo Ghinzani su Ligier esaurì la benzina durante un giro: i suoi meccanici gli rifornirono in pista facendolo ripartire, ma i commissari considerarono quest'azione come contraria al regolamento ed esclusero il pilota italiano per il resto del weekend.
| Pos | No  | Pilota             | Costruttore              | Q1       | Q2       | Distacco |
| --- | --- | ------------------ | ------------------------ | -------- | -------- | -------- |
| 1   | 6   | Nelson Piquet      | Williams - Honda         | 1.07:596 | 1'07"110 |          |
| 2   | 5   | Nigel Mansell      | Williams - Honda         | 1.07:725 | 1'07"180 | +0"070   |
| 3   | 12  | Ayrton Senna       | Lotus - Honda            | 1.09:255 | 1'08"181 | +1"071   |
| 4   | 1   | Alain Prost        | McLaren - TAG Porsche    | 1'08"577 | 1.09:492 | +1"467   |
| 5   | 20  | Thierry Boutsen    | Benetton - Ford          | 1.09:724 | 1'08"972 | +1"862   |
| 6   | 19  | Teo Fabi           | Benetton - Ford          | 1.10:264 | 1'09"246 | +2"136   |
| 7   | 27  | Michele Alboreto   | Ferrari                  | 1.10:441 | 1'09"274 | +2"164   |
| 8   | 28  | Gerhard Berger     | Ferrari                  | 1.10:328 | 1'09"408 | +2"298   |
| 9   | 8   | Andrea De Cesaris  | Brabham - BMW            | 1.10:787 | 1'09"475 | +2"365   |
| 10  | 2   | Stefan Johansson   | McLaren - TAG Porsche    | 1.10:242 | 1'09"541 | +2"431   |
| 11  | 7   | Riccardo Patrese   | Brabham - BMW            | 1'10"012 | 1.10:020 | +2"902   |
| 12  | 11  | Satoru Nakajima    | Lotus - Honda            | 1'10"619 | 1.10:998 | +3"509   |
| 13  | 17  | Derek Warwick      | Arrows - Megatron        | 1'10"654 | 1.10:751 | +3"544   |
| 14  | 18  | Eddie Cheever      | Arrows - Megatron        | 1'11"053 | 1.11:310 | +3"943   |
| 15  | 24  | Alessandro Nannini | Minardi - Motori Moderni | 1.13:737 | 1'12"293 | +5"183   |
| 16  | 25  | René Arnoux        | Ligier - Megatron        | 1.12:503 | 1'12"402 | +5"292   |
| 17  | 9   | Martin Brundle     | Zakspeed                 | 1.12:852 | 1'12"632 | +5"522   |
| 18  | 10  | Christian Danner   | Zakspeed                 | 1.15:833 | 1'13"337 | +6"227   |
| 19  | 23  | Adrián Campos      | Minardi - Motori Moderni | 1.15:719 | 1'13"793 | +6"683   |
| 20  | 21  | Alex Caffi         | Osella - Alfa Romeo      | 1.18:495 | 1'15"558 | +8"448   |
| 21  | 30  | Philippe Alliot    | Lola Larrousse - Ford    | 1.16:770 | 1'15"868 | +8"758   |
| 22  | 4   | Philippe Streiff   | Tyrrell - Ford           | 1.17:208 | 1'16"524 | +9"414   |
| 23  | 3   | Jonathan Palmer    | Tyrrell - Ford           | 1'16"644 | 1.17:105 | +9"534   |
| 24  | 16  | Ivan Capelli       | March - Ford             | 1.17:122 | 1'16"692 | +9"582   |
| 25  | 14  | Pascal Fabre       | AGS - Ford               | 1.19:163 | 1'18"327 | +11"217  |
| 26  | N/A | Alan Jones         | Williams - Honda         | Forfait  | N/A      |          |

## Gara

### Resoconto
Alla partenza Prost scattò meglio di tutti e prese la prima posizione, ma alla seconda curva fu passato da Piquet, mentre Mansell cominciò ad inseguire il compagno di squadra. La gara si trasformò in un duello per la prima posizione fra le due Williams, mentre Prost e Senna non riuscirono a reggere il ritmo dei primi due.
Al 12º giro Mansell cominciò a soffrire di una perdita di pressione agli pneumatici e iniziò a perdere terreno dal compagno di squadra; al 36º giro l'inglese era distante 5 secondi da Piquet ed ancora alle prese con le vibrazioni causate dal problema alle gomme. Entrambe le Williams avrebbero dovuto concludere la gara senza un cambio-gomme, ma a causa del progressivo peggioramento del problema di pressione e del buon vantaggio sulla terza posizione di Ayrton Senna, Mansell e il team decisero di cambiare strategia per risolvere il problema del britannico. Mansell riprese la gara con 29 secondi di distacco da Piquet e 28 giri rimasti. Con gomme nuove e più efficaci rispetto a quelle del compagno di squadra, Mansell fu autore di un'epica rimonta, facendo segnare un susseguirsi di giri veloci. Al 58º giro l'inglese fece segnare il suo miglior tempo e il giro veloce della gara, raggiungendo Piquet. Un giro più avanti, Mansell sorpassò Piquet, mettendo in scena l'ora famoso sorpasso Silverstone Two Step, affiancando il compagno sul rettilineo "Hangar" e passandolo alla curva "Stowe".
Subito dopo aver tagliato il traguardo, Mansell, inglese e pilota di casa a Silverstone, esaurì la benzina e fu assalito dalla folla in festa. Dietro di lui si piazzò ancora una volta il compagno Piquet, per la seconda doppietta consecutiva Williams. Ayrton Senna conquistò la terza posizione, mentre Alain Prost fu costretto al ritiro da un guasto al motore, cedendo così la quarta piazza a Satoru Nakajima, compagno di squadra di Senna in Lotus. A punti andarono anche Warwick su Arrows e Fabi su Benetton, rispettivamente 5º e 6º al traguardo.

### Risultati
| Pos   | N° | Pilota             | Team                     | Giri | Tempo/Ritiro       | Partenza | Punti |
| ----- | -- | ------------------ | ------------------------ | ---- | ------------------ | -------- | ----- |
| 1     | 5  | Nigel Mansell      | Williams - Honda         | 65   | 1h19'11"780        | 2        | 9     |
| 2     | 6  | Nelson Piquet      | Williams - Honda         | 65   | + 1"918            | 1        | 6     |
| 3     | 12 | Ayrton Senna       | Lotus - Honda            | 64   | + 1 giro           | 3        | 4     |
| 4     | 11 | Satoru Nakajima    | Lotus - Honda            | 63   | + 2 giri           | 12       | 3     |
| 5     | 17 | Derek Warwick      | Arrows - Megatron        | 63   | + 2 giri           | 13       | 2     |
| 6     | 19 | Teo Fabi           | Benetton - Ford          | 63   | + 2 giri           | 6        | 1     |
| 7     | 20 | Thierry Boutsen    | Benetton - Ford          | 62   | + 3 giri           | 5        |       |
| 8 (1) | 3  | Jonathan Palmer    | Tyrrell - Ford           | 60   | + 5 giri           | 23       |       |
| 9 (2) | 14 | Pascal Fabre       | AGS - Ford               | 59   | + 6 giri           | 25       |       |
| Rit   | 4  | Philippe Streiff   | Tyrrell - Ford           | 57   | Motore             | 22       |       |
| NC    | 9  | Martin Brundle     | Zakspeed                 | 54   | Non Classificato   | 17       |       |
| Rit   | 1  | Alain Prost        | McLaren - TAG Porsche    | 53   | Motore             | 4        |       |
| Rit   | 27 | Michele Alboreto   | Ferrari                  | 52   | Sospensione        | 7        |       |
| Rit   | 18 | Eddie Cheever      | Arrows - Megatron        | 45   | Motore             | 14       |       |
| Rit   | 23 | Adrián Campos      | Minardi - Motori Moderni | 34   | Pressione benzina  | 19       |       |
| Rit   | 21 | Alex Caffi         | Osella - Alfa Romeo      | 32   | Motore             | 20       |       |
| Rit   | 10 | Christian Danner   | Zakspeed                 | 32   | Cambio             | 18       |       |
| Rit   | 7  | Riccardo Patrese   | Brabham - BMW            | 28   | Turbo              | 11       |       |
| Rit   | 2  | Stefan Johansson   | McLaren - TAG Porsche    | 18   | Motore             | 10       |       |
| Rit   | 24 | Alessandro Nannini | Minardi - Motori Moderni | 10   | Motore             | 15       |       |
| Rit   | 8  | Andrea De Cesaris  | Brabham - BMW            | 8    | Turbo              | 9        |       |
| Rit   | 28 | Gerhard Berger     | Ferrari                  | 7    | Incidente          | 8        |       |
| Rit   | 30 | Philippe Alliot    | Lola Larrousse - Ford    | 7    | Cambio             | 21       |       |
| Rit   | 25 | René Arnoux        | Ligier - Megatron        | 3    | Problema elettrico | 16       |       |
| Rit   | 16 | Ivan Capelli       | March - Ford             | 3    | Incidente          | 24       |       |
| ES    | 26 | Piercarlo Ghinzani | Ligier - Megatron        | 0    | Escluso            | 19       |       |

Tra parentesi le posizioni valide per il Jim Clark Trophy, per le monoposto con motori N/A

## Classifiche

### Piloti
| Pos | Pilota            | Punti |
| --- | ----------------- | ----- |
| 1   | Ayrton Senna      | 31    |
| 2   | Nelson Piquet     | 30    |
| 3   | Nigel Mansell     | 30    |
| 4   | Alain Prost       | 26    |
| 5   | Stefan Johansson  | 13    |
| 6   | Gerhard Berger    | 9     |
| 7   | Michele Alboreto  | 8     |
| 8   | Satoru Nakajima   | 6     |
| 9   | Andrea De Cesaris | 4     |
| 10  | Eddie Cheever     | 4     |
| 11  | Teo Fabi          | 3     |
| 12  | Thierry Boutsen   | 2     |
| 13  | Martin Brundle    | 2     |
| 14  | Jonathan Palmer   | 2     |
| 15  | Derek Warwick     | 2     |
| 16  | René Arnoux       | 1     |
| 17  | Ivan Capelli      | 1     |
| 18  | Philippe Streiff  | 1     |

### Costruttori
| Pos | Team                  | Punti |
| --- | --------------------- | ----- |
| 1   | Williams - Honda      | 60    |
| 2   | McLaren - TAG Porsche | 39    |
| 3   | Lotus - Honda         | 37    |
| 4   | Ferrari               | 17    |
| 5   | Arrows - Megatron     | 6     |
| 6   | Benetton - Ford       | 5     |
| 7   | Brabham - BMW         | 4     |
| 8   | Tyrrell - Ford        | 3     |
| 9   | Zakspeed              | 2     |
| 10  | Ligier - Megatron     | 1     |
| 11  | March - Ford          | 1     |

### Trofeo Jim Clark
| Pos | Pilota           | Punti |
| --- | ---------------- | ----- |
| 1   | Jonathan Palmer  | 42    |
| 2   | Pascal Fabre     | 32    |
| 3   | Philippe Streiff | 30    |
| 4   | Philippe Alliot  | 15    |
| 5   | Ivan Capelli     | 6     |

### Trofeo Colin Chapman
| Pos | Team           | Punti |
| --- | -------------- | ----- |
| 1   | Tyrrell-Ford   | 72    |
| 2   | AGS-Ford       | 32    |
| 3   | Larrousse-Ford | 15    |
| 4   | March-Ford     | 6     |